# Poecilostreptus
Genre
Poecilostreptus est un genre d'oiseaux Passeriformes de la famille des Thraupidae.

## Liste des espèces
Selon la classification de référence du Congrès ornithologique international (1 janvier 2024), il comporte deux espèces :
- Poecilostreptus cabanisi (P.L.Sclater, 1868) – Calliste azuré
- Poecilostreptus palmeri (Hellmayr, 1909) – Calliste or-gris

## Classification
Le nom valide complet (avec auteur) de ce taxon est Poecilostreptus K. J. Burns (d), Unitt (d) & N. A. Mason (d), 2016.

## Publication originale
- (en) Kevin J. Burns, Philip Unitt et Nicholas A. Mason, « A genus-level classification of the family Thraupidae (Class Aves: Order Passeriformes) », Zootaxa, Magnolia Press (d), vol. 4088, no 3,‎ 9 mars 2016, p. 329–354 (ISSN 1175-5334 et 1175-5326, OCLC 49030618, PMID 27394344, DOI 10.11646/ZOOTAXA.4088.3.2, lire en ligne).